# Nicaise Augustin Desvaux
Nicaise Augustin Desvaux,  (Poitiers, 28 agosto 1784 – Angers, 12 luglio 1856), è stato un botanico francese.
Fu direttore dal 1817 del giardino botanico di Angers e in seguito di quello di Poitiers.
Robert Brown gli dedicò il genere Desvauxia delle Centrolepidaceae.

## Opere
Scrisse diversi libri di botanica, tra cui:
- Journal de Botanique, appliquée à l'Agriculture, à la Pharmacie, à la Médecine et aux Arts (1813-1815, 4 volumi).
- Observations sur les plantes des environs  d'Angers (1818).
- Flore de l'Anjou ou exposition méthodique des plantes du département de Maine et Loire et de l'ancien Anjou (1827).
- Traité général de botanique (Paris, 1838).